# Vista de perspectiva

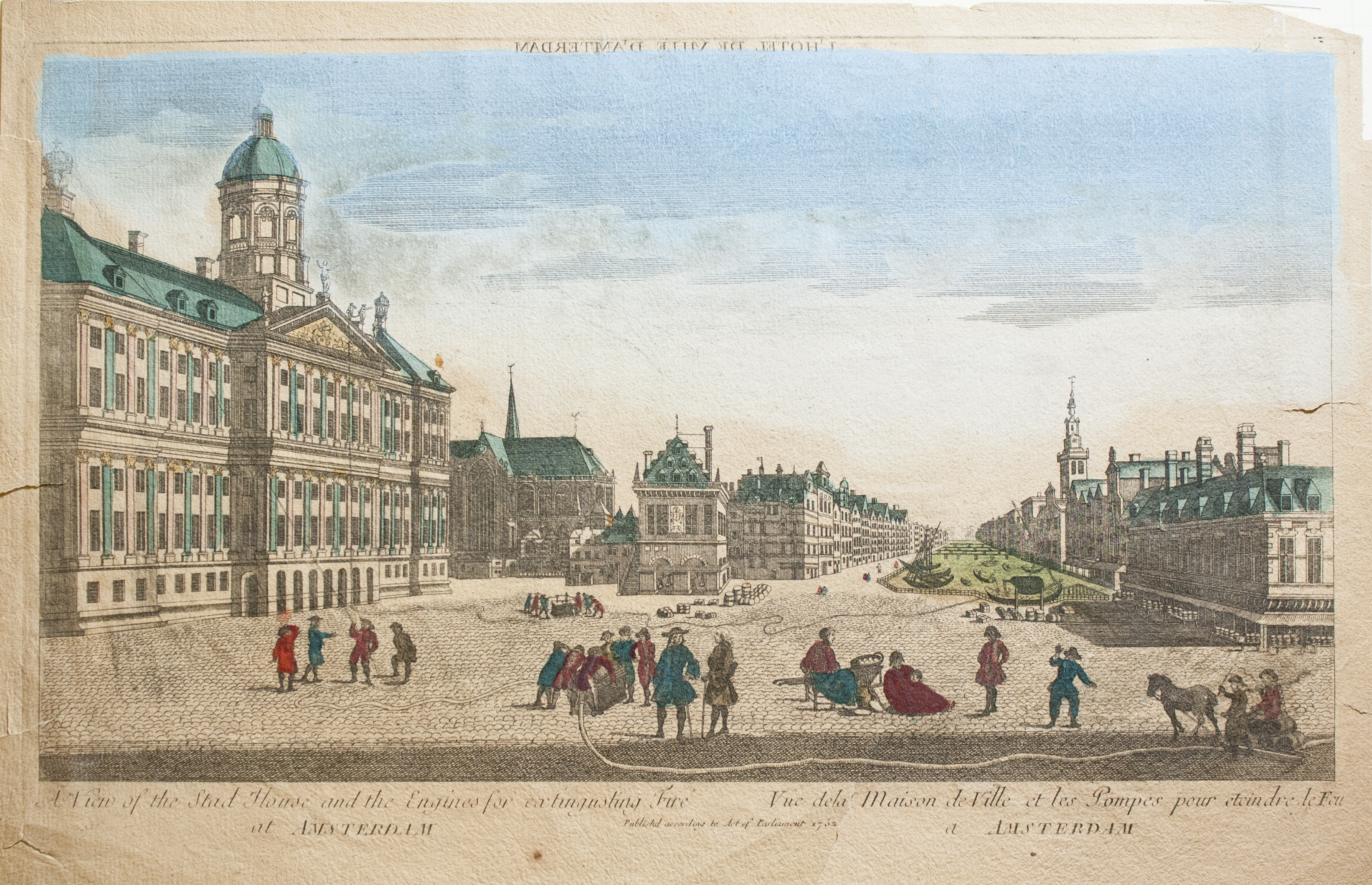
Vista de perspectiva del Ayuntamiento de Ámsterdam (impresa en Inglaterra)

El término vista de perspectiva (originalmente, vue d'optique en francés), hace referencia a un género de aguafuertes popular durante la segunda mitad del siglo XVIII y hasta el siglo XIX. Estas imágenes se desarrollaron específicamente para proporcionar la ilusión de profundidad cuando se miran a través de un zograscopio (también conocido como "máquina diagonal óptica") o a través de otros visores con propiedades similares.

## Características
- Caracteres invertidos en parte o en todo el texto, para verse correctamente tras reflejarse en el espejo del zograscopio
- Coloreado a mano brillante
- Escenas elegidas por su fuerte perspectiva lineal (por ejemplo, con líneas diagonales que convergen en el horizonte)
- Temas atractivos para los viajeros de salón: navíos, ciudades, palacios, jardines, edificios singulares.[1]

## Historia
Los visores ópticos fueron populares entre las familias europeas acomodadas a fines del siglo XVIII y principios del XIX. Las vistas en perspectiva se produjeron en Londres, París, Augsburgo y varias otras ciudades.

## Galería

Vistas de perspectiva
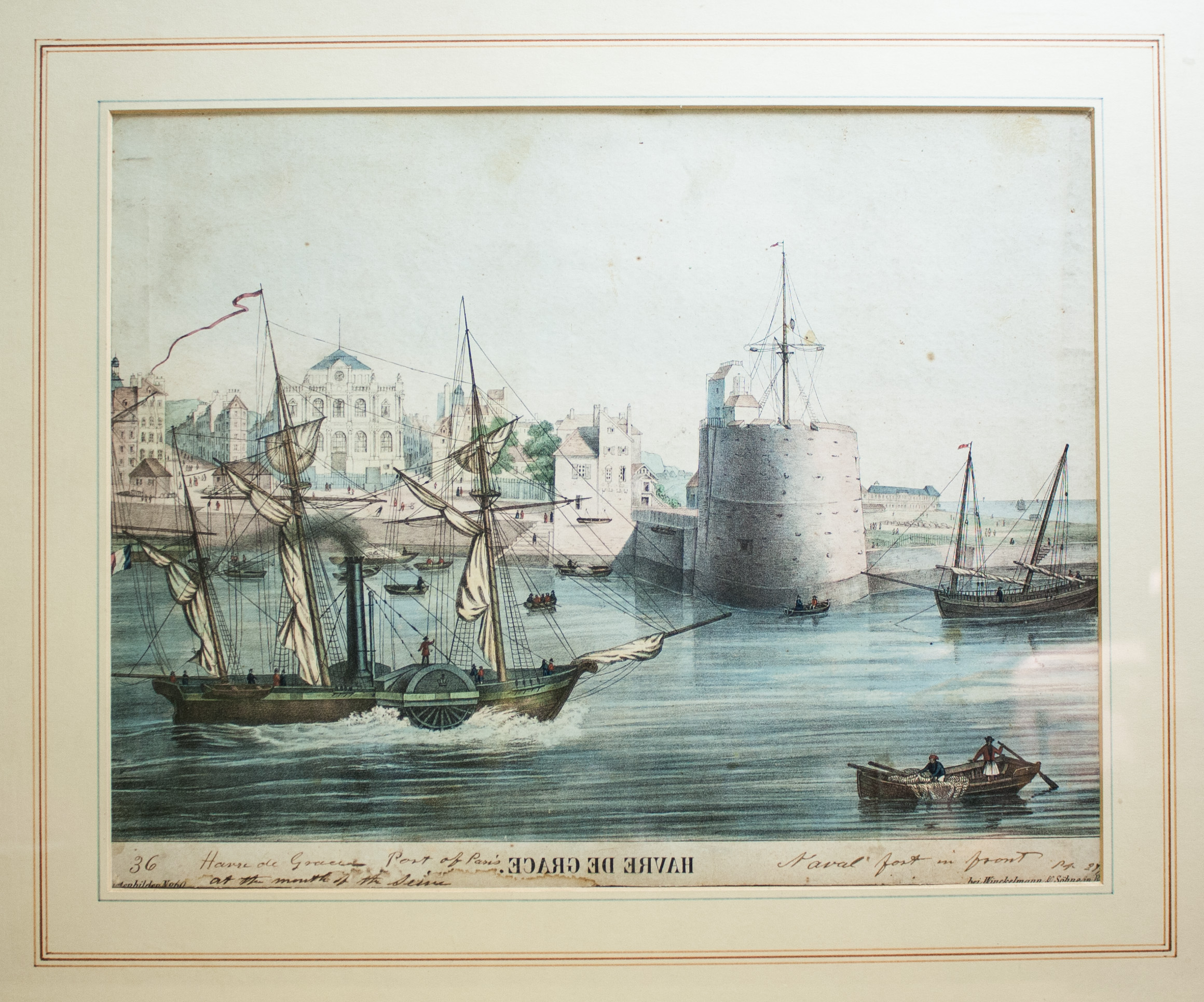
Puerto de Gracia del Havre de París (impresa en Alemania c. 1800)
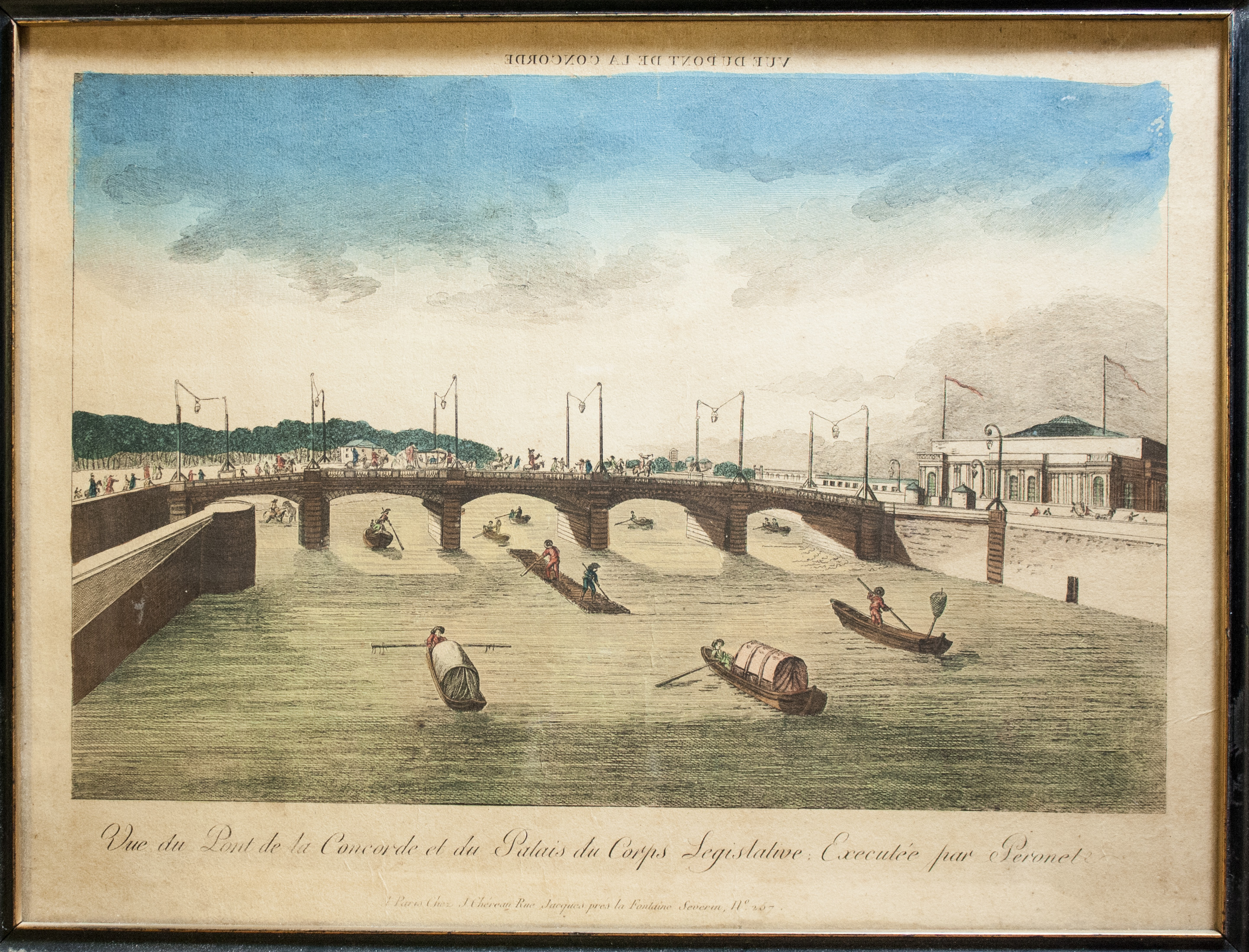
Puente de la Concordia (impresa en París)
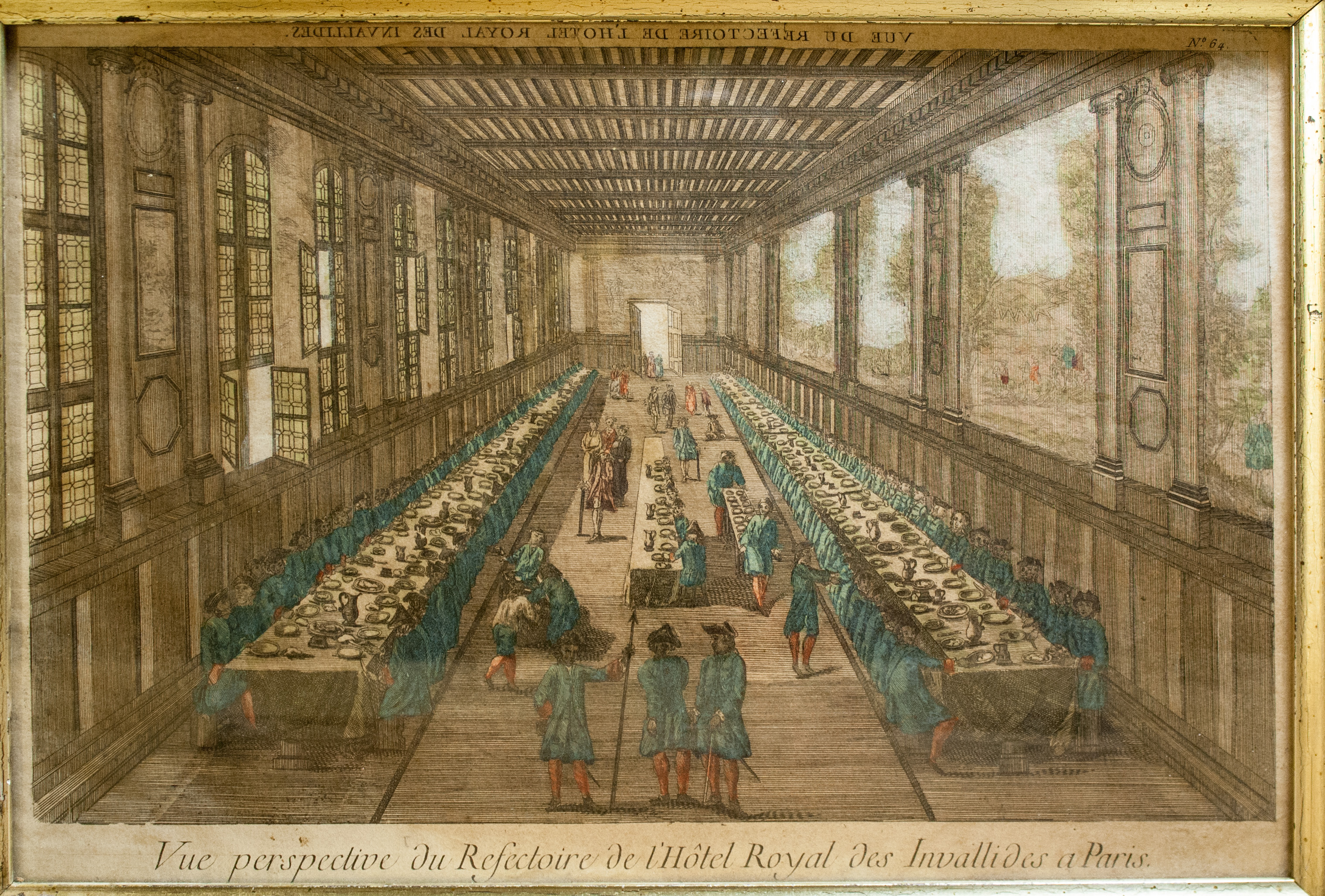
Hospicio Real de los Inválidos (impresa en París)
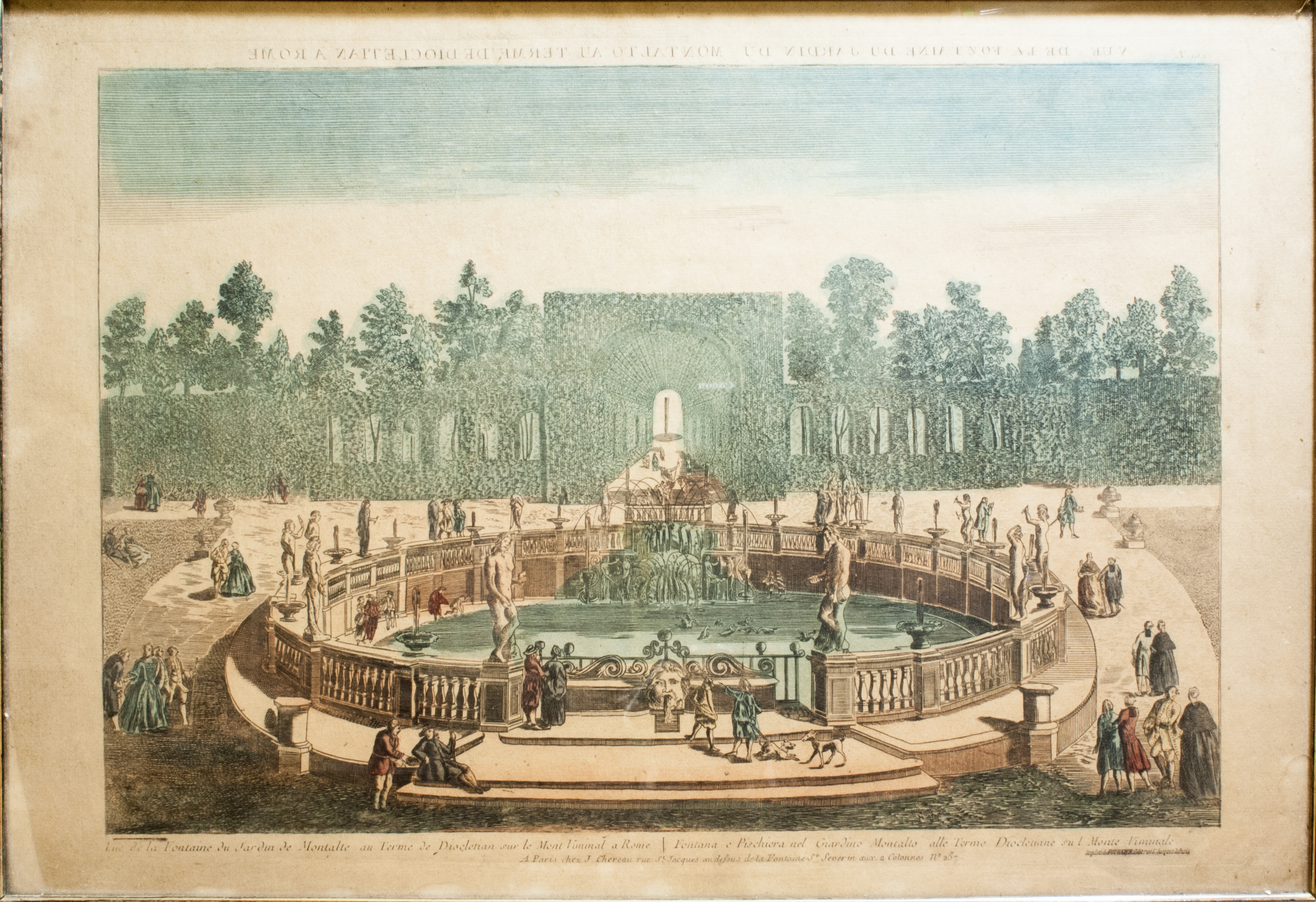
Roma (impresa en París)